# Observatoire de Toulouse

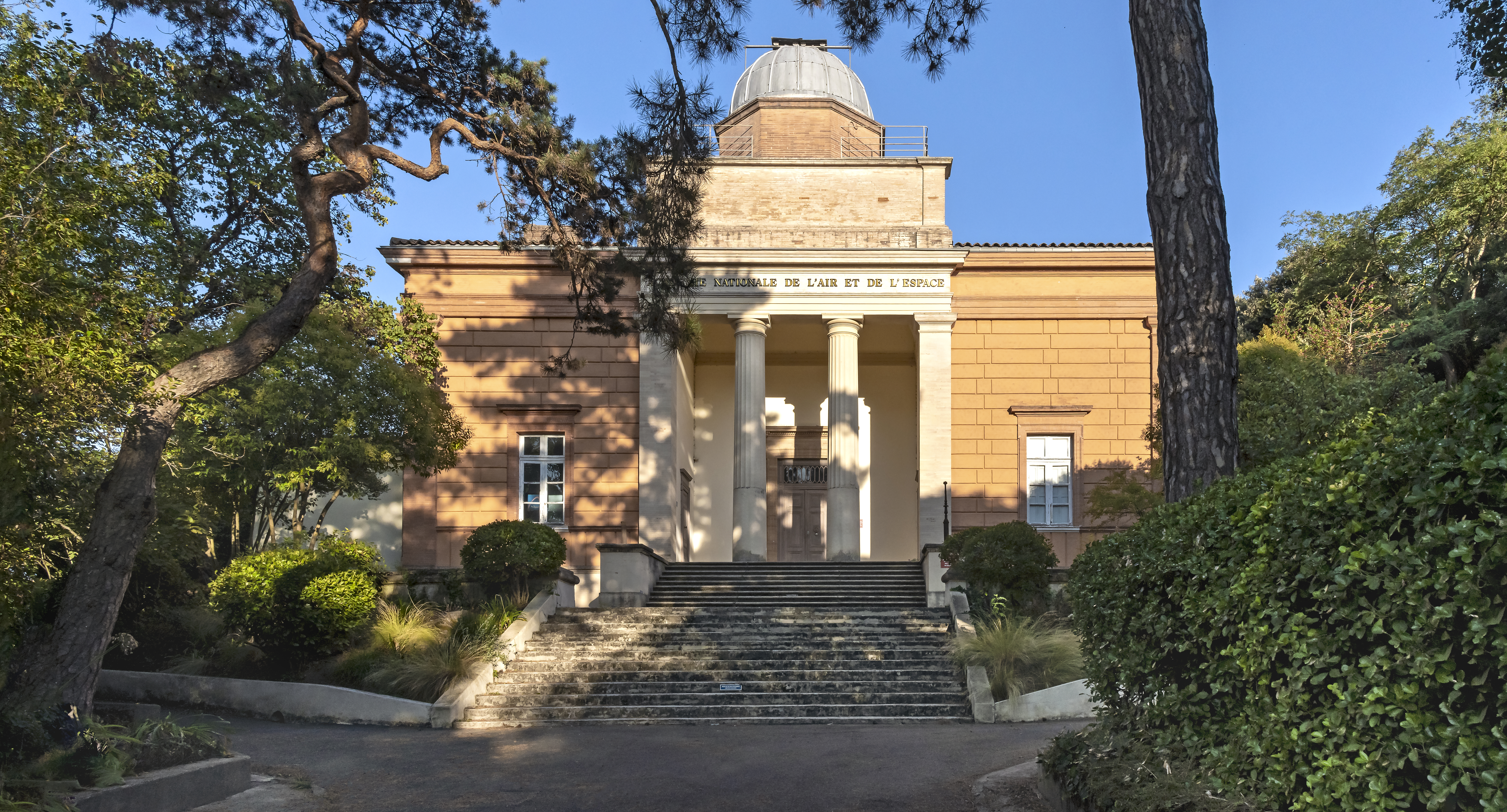
Fassade des Hauptgebäudes

Das Observatoire de Toulouse ist eine Sternwarte in Toulouse, Frankreich. Sie wurde 1733 von der l’Académie des Sciences, Inscriptions et Belles-Lettres de Toulouse gegründet und 1841 im Stadtteil Jolimont neu errichtet. Die Einrichtung trägt noch heute die Bezeichnung Observatoire de Jolimont, und wurde 1875 mit einem der damals größten Teleskope, einem 83-cm-Spiegelteleskop ausgestattet. Astronomische Beobachtungen wurden von 1908 an zunehmend auf den Pic du Midi de Bigorre aufgrund der besseren Sichtverhältnisse ausgelagert und 1970 in Toulouse ganz aufgegeben.
Das Observatorium zog abermals 1981 in neue Gebäude auf dem Campus der Universität Paul Sabatier im Stadtteil Rangueil und wurde mit weiteren Einrichtungen seitdem unter dem Namen Observatoire Midi-Pyrénées zusammengefasst. Die Einrichtung in Jolimont wird seit 1984 von der Société d’Astronomie Populaire de Toulouse verwaltet.
Direktoren waren unter anderem Félix Tisserand, von 1873 bis 1878 und Benjamin Baillaud von 1879 bis 1908.